# Lessenich/Meßdorf
Lessenich/Meßdorf ist ein Ortsteil der Bundesstadt Bonn im gleichnamigen Stadtbezirk. Er liegt etwa fünf Kilometer vom Zentrum entfernt und grenzt östlich an Duisdorf, über das Meßdorfer Feld nordöstlich und nördlich an Endenich und Dransdorf sowie im Westen an die Gemeinde Alfter.
Bis Ende des 18. Jahrhunderts gehörte Lessenich landesherrlich zum Kurfürstentum Köln und unterstand der Verwaltung des Oberamtes Bonn. Nach der Inbesitznahme des Linken Rheinufers durch französische Revolutionstruppen (1794) und der Einführung der französischen Verwaltungsstrukturen (bis 1798) gehörte Lessenich zur Mairie Oedekoven im Kanton Bonn externe. In preußischer Zeit (ab 1815) blieb die Gemeinde Lessenich Teil der Bürgermeisterei Oedekoven, die dem Kreis Bonn zugeordnet wurde. Die Gemeinde Lessenich wurde am 1. August 1969 nach Bonn eingemeindet. Die Gemarkung Lessenich in den Grenzen der ehemaligen Gemeinde besteht bis heute.

## Persönlichkeiten
Aus Meßdorf stammte Johann Conrad Adenauer (1833–1906), der Vater des ersten deutschen Bundeskanzlers Konrad Adenauer.
Der spätere Konteradmiral Willi Krauß wurde 1935 in Meßdorf geboren.

## Bauwerke
- romanische Pfarrkirche St. Laurentius, eine Basilika aus dem 12. Jahrhundert